# Bedřich Šupčík
Bedřich Šupčík (Trumau, Checoslovaquia, 22 de octubre de 1898-Horosedly, 11 de julio de 1957) fue un gimnasta artístico checoslovaco, campeón olímpico en París 1924 en escalada de cuerda, entre otros importantes títulos.

## Biografía
Bedric Supchik nació el 22 de octubre de 1898 en una gran familia checa en la ciudad de Trumau, cerca de Viena, en Austria.
En 1924 compitió en gimnasia artística en los Juegos Olímpicos de París, donde ganó una medalla de oro en escalada con cuerda. Su tiempo en trepar por una cuerda de 8 metros de largo fue de 7,2 segundos. Poco después de regresar de los Juegos Olímpicos, se casó. Los recién casados se mudaron a vivir a Praga. Soupchik continuó haciendo gimnasia. En 1930 ganó una medalla de plata en la competición de anillas en el Campeonato Mundial de Gimnasia Artística de Luxemburgo.
Durante la Segunda Guerra Mundial, trabajó como vendedor de extintores de incendios y luego como experto en seguridad contra incendios.
En 1948, sufrió un infarto y, ante la insistencia de su familia, se mudó de Praga para vivir en el tranquilo pueblo de Horosedly (lugar de nacimiento de su esposa), 25 km al norte de Pisek. Pronto, sin embargo, tuvo otra convulsión, después de lo cual se retiró por discapacidad.
Habiendo perdido su trabajo, estando discapacitado, apenas llegando a fin de mes, consiguió un trabajo como agente de seguros. Después del tercer infarto, no volvió a casa. Bedric Supchik murió a la edad de 58 años. Fue enterrado en un nuevo cementerio en la ciudad de Mirovice, cerca de Pisek.

## Carrera deportiva
En los JJ. OO. de París 1924 gana el oro en escalada de cuerda, quedando situado en el podiom por delante del francés Albert Séguin, el checoslovaco Ladislav Vácha y el suizo August Güttinger, estos dos últimos empatados en el bronce. Asimismo consigue la medalla de bronce en la general individual.
En las siguientes Olimpiadas, las de Ámsterdam 1928, gana la plata en el concurso por equipos, tras los suizos y por delante de los yugoslavos.
Por último en el Mundial de Luxemburgo 1930 consigue la plata en anillas, y oro en el concurso por equipos, por delante de los franceses y yugoslavos.